# 小林雅之 (教育学者)
小林 雅之（こばやし まさゆき、1953年（昭和28年）9月26日 - ）は、日本の教育学者（博士（教育学））。東京大学名誉教授。桜美林大学大学院国際学術研究科国際学術専攻教授。専門は、教育経済学。

## 来歴
静岡県出身。静岡県立静岡東高等学校理数科（1972年）、東京大学教育学部卒業（1976年）。東京大学大学院教育学研究科博士課程単位取得（1982年）。
広島修道大学人文学部専任講師・助教授（1983年～1993年）、放送大学教養学部助教授（1993年～1999年）、2000年から東京大学大学総合教育研究センター助教授及び放送大学客員助教授、2007年に同教授に昇格。2007年に東京大学より博士（教育学）の学位を取得。
国立大学財務・経営センター客員教授、放送大学客員助教授、華東師範大学客員教授を歴任し、2019年3月で東京大学を定年退職。同年4月に同名誉教授の称号を得る。同年4月に桜美林大学総合研究機構教授に着任。
教育の機会均等、所得格差と教育格差、日本・欧州・北米の奨学金制度に関する論文多数。

## 主な著作

### 単著
- 『進学格差 -- 深刻化する教育費負担 -- 』（筑摩書房、2008年）
- 『大学進学の機会 -- 均等化政策の検証 -- 』（東京大学出版会、2009年）

### 共編著
- 『教育・経済・社会』（金子元久（共著）、放送大学教育振興会、1996年）
- 『世界の教育』（宮澤康人（共編著）、放送大学教育振興会、1998年）
- 『教育の政治経済学』（金子元久（共著）、放送大学教育振興会、2000年）